# Pedro Manrique Figueroa
Pedro Manrique Figueroa (Choachí; 1929 - (desaparecido) Bogotá; 1980) es un personaje ficticio creado para el falso documental de Luis Ospina Un tigre de papel (2008). De acuerdo con el documental, Figueroa fue un artista plástico y cineasta colombiano que desempeñó un papel crucial en el desarrollo del collage en Colombia.

## Primeros años
Es enviado a Bogotá por sus padres debido a la violencia que se vivía aquellos días en el campo. A los 14 años se encontró en Bogotá trabajando como recolector de pasajes en el Tranvía. En 1948, estaba en el centro de Bogotá durante el Bogotazo y escuchó los tiros que mataron a Gaitán, y presenció el linchamiento de Juan Roa Sierra. Luego fue secretario del hombre de negocios y piloto de carreras Luis Lamassone.
Hacia 1952, abrió un puesto de souvenirs religiosos en la Plaza de San Victorino. Entre las imágenes de santos exhibe sus primeros trabajos, a los que llamaba "pegotes". Estos primeros collages se conocen hoy como los Collages de San Victorino. En 1951, su caseta es incendiada por fanáticos religiosos.

## Los 60 y 70
Se vincula con la Universidad Nacional y conoce a Vicky Hernández y Gloria Triana, quien lo ayuda a tramitar su pasaporte para salir del país.
Viaja a la escuela de jóvenes comunistas en Bogensee, Alemania Occidental, donde conoce al documentarista Hindú Krishna Candeth. Viajaron juntos por La Unión Soviética y China. Sus collages de este periodo se caracterizan por combinar propaganda política oriental con imágenes eróticas y políticas occidentales. La mayor parte de estos trabajos se encuentran en la colección personal del ingeniero Hsu Ke-Uin en Beijing, China.
De regreso a Colombia, produce una serie de trabajos enfocados en la imagen del guerrillero Camilo Torres. Luego viaja a Cali a sabotear la presentación de la película Camilo Torres, Cura Guerrillero, dirigida por Francisco Norden. Luego fundó un movimiento artístico llamado Satuple, y produjo un collage cinematográfico hecho con retazos de película recolectados en varios cines de Bogotá, donde muestra la ciudad de Washington D. C., siendo bombardeada desde el aire. Fue arrestado junto con el cineasta colombiano Carlos Mayolo mientras actividades militares en la ciudad de Bogotá.
Después se traslada al monasterio benedictino en Usme, Colombia, donde produce trabajos enfocados en la cultura racial norteamericana. Ahí conoce a la productora Tania Moreno y comienza a experimentar con El Yajé. Después viaja al Amazonas con un grupo de misioneros Mormones. Al aprender que estaba consumiendo Yajé con los indígenas locales, los Mormones se separan de él. Viaja entonces a Leticia, donde se une a la producción del film de explotación italiano Holocausto Caníbal.
Luego entra en contacto con el guerrillero argentino Jorge Masetti, que lo describe como un hombre que estaba buscando sentido a su vida. Durante esta etapa concibe lo que sería su último proyecto artístico, que consistiría en marcar dólares con un sello de falso, para debilitar la moneda, y contribuir a la caída del imperialismo.

## Estados Unidos
Guiado por la frase de José Marti, "hay que vivir en el monstruo para conocerle las entrañas", viaja a Nueva York y se conecta con el artista venezolano Rolando Peña, también conocido como el Príncipe Negro. Entra en su etapa Pop Art, donde se enfoca en temas capitalistas norteamericanos. Realiza su Proyecto Falso, que sería investigado por el FBI. En la primavera de 1980, huye de los EE. UU., y vuelve a Bogotá.

## Desaparición
De vuelta en Bogotá se instaló en el hotel Las Nieves. Pedro Manrique desapareció después de una noche de escribir poesía y consumir drogas con Raúl Alfonso Cristo Ancho, también conocido como Poca Lucha. Una leyenda urbana dice que el cuerpo de figueroa se encuentra momificado en el Museo Nacional de Colombia.

## Documental
En el 2007, Pedro Manrique Figueroa fue el objeto del film Un Tigre de Papel, por el director colombiano Luis Ospina.